# Вплив пандемії COVID-19 на лікарні

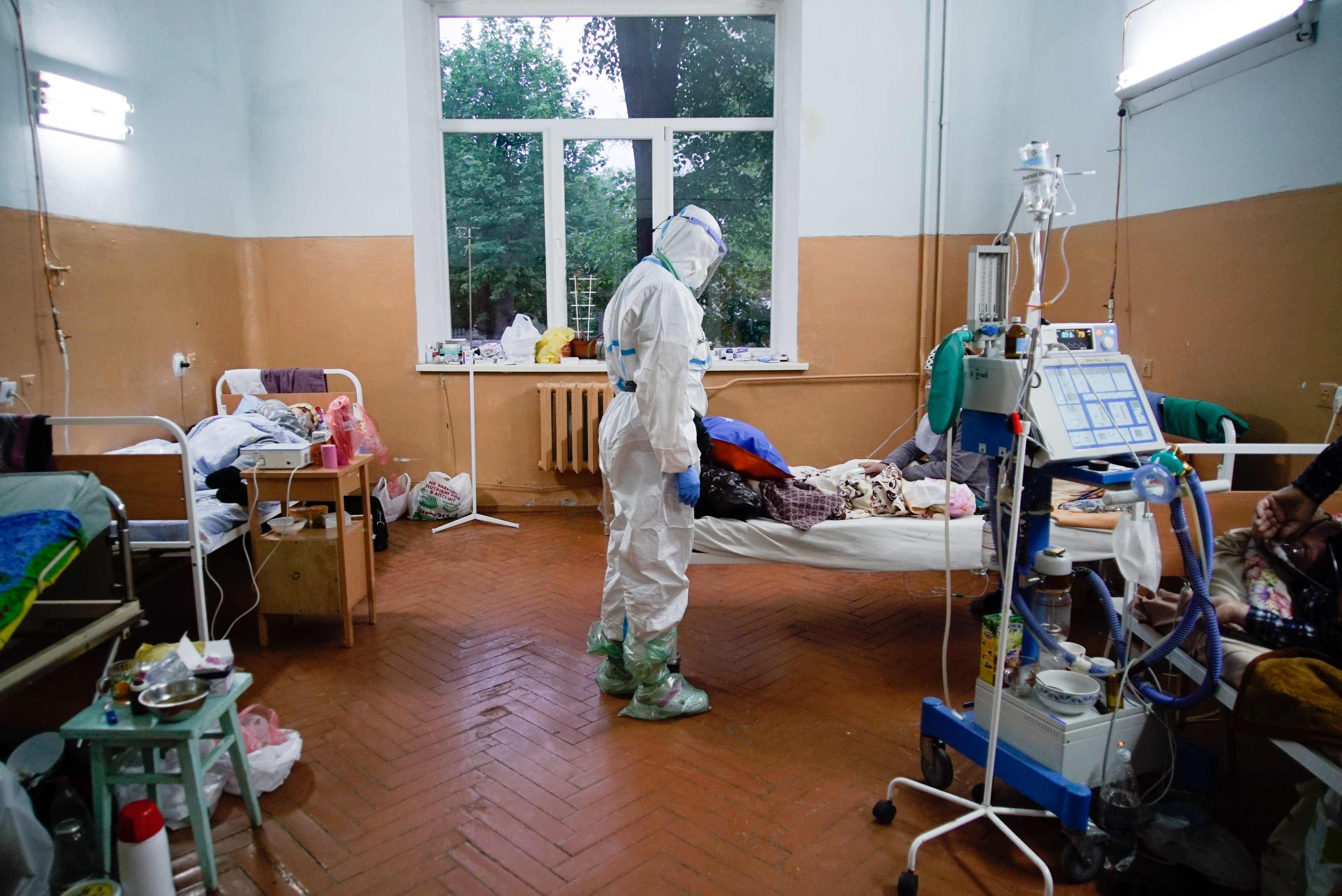
Хворі на COVID-19 у лікарні в Чернівцях, Україна.

Пандемія COVID-19 вплинула на лікарні по всьому світу. Значна кількість лікарень скоротили або відклали надання неекстреної допомоги. Це спричинило наслідки для здоров'я тих осіб, яких обслуговують ці лікарні, і це спричинило фінансові наслідки для лікарень. Системи охорони здоров'я та соціальні служби в усьому світі важко справлялися з цим навантаженням. Ситуація була особливо складною в нестабільних країнах із низькими доходами бюджету або в країнах, де відбувались гуманітарні катастрофи, де системи охорони здоров'я та соціальні служби були послаблені. Частина медичних закладів у багатьох місцевостях вимушені були закритися або обмежити послуги. Послуги з охорони статевого та репродуктивного здоров'я мали ризик відійти на другий план, що може призвести до підвищення рівня материнської смертності та захворюваності. Пандемія також призвела до запровадження у багатьох місцевостях, зокрема Каліфорнії та Нью-Йорку, обов'язкової вакцинації проти COVID-19 для всіх державних працівників, включаючи персонал лікарень.

## Загальні наслідки

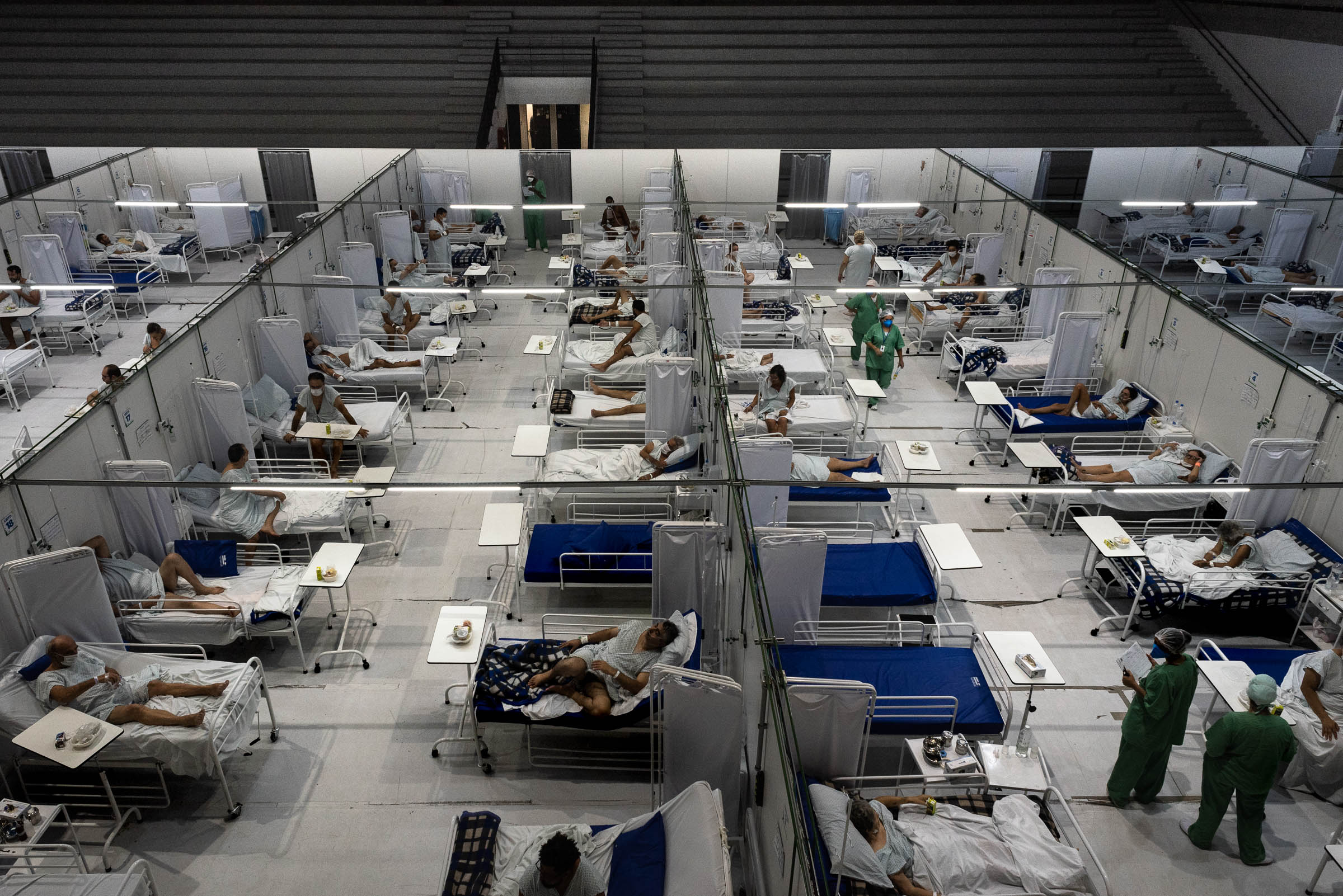
Польовий госпіталь на піку епідемії Covid-19 у Бразилії.

Пандемія COVID-19 призвела до того, що в медсестер та інших медичних працівників стали ще довші зміни на роботі, і вони вимушені мати більше робочих днів. У засобах масової інформації медичні працівники заявляли, що медсестри більше виснажуються внаслідок тривалої безперервної роботи. Існує ще більша нестача працівників, що призводить до того, що кожна медсестра має більше хворих.
У суспільстві поширилось питання, чи дозволено лікарям та іншим медичним працівникам відмовляти хворим, якщо вони невакциновані. Однак це вважається неправильним і вкрай непрофесійним, і є гарантія, що цього не станеться при зверненні в лікарню. Існують також думки щодо того, чи порядок лікування пацієнта може визначатися статусом вакцинації, зокрема це означає, що вакциновані обслуговуються першими, а невакциновані — пізніше. Лікарні також визнали це непрофесійним і неетичним, тому порядок лікування, як завжди, визначатиметься рівнем тяжкості та пріоритетності, а не статусом вакцинації.
Дослідження показали, що протягом 12 пікових тижнів пандемії були скасовані або відкладені 28,4 мільйона хірургічних процедур. Очікувалося, що будуть відкладені 2,3 мільйона онкологічних операцій. Оцінки могли показати, що 72,3 % усіх хірургічних процедур було скасовано, а втручання з приводу доброякісних пухлин та ортопедичні процедури стали найбільш постраждалими. З іншого боку, дослідження, опубліковане тією ж групою, могло показати, що післяопераційні легеневі ускладнення та смертність були значно підвищеними в оперованих хворих, інфікованих SARS-CoV-2, хоча підвищений ризик зменшувався через 7 тижнів після виявлення коронавірусу. Щоб мінімізувати ризик ускладнень, пов'язаних із SARS-CoV-2, після лікарняних процедур, пізніше під час пандемії було запропоновано клінічні маршрути, чисті від COVID-19, і визначення пріоритетності хворих для планових хірургічних втручань для вакцинації як стратегію безпечного проведення операції.
У всесвітньому опитуванні студентів респонденти були найбільше задоволені роллю лікарень: 2/3 всіх респондентів були задоволені (або дуже задоволені) їхньою відповіддю, особливо в Шрі-Ланці з навіть 94,6 % у часи першої хвилі пандемії хвороби. Очевидно, що оскільки постачальники медичних послуг у всьому світі працювали більше, ніж будь-коли, щоб забезпечити безпеку громадян, це може стати відправною точкою для постачальників, щоб відновити задоволеність нації (включно зі студентами) та довіру до охорони здоров'я.
Пандемія COVID-19 призвела до того, що в медсестер та інших медичних працівників стали ще довші зміни та робити довелось більше днів. У засобах масової інформації медичні працівники стверджують, що в медсестер спостерігається більше виснаження внаслідок довшої роботи. У час пандемії спостерігалася більша нестача працівників, що призводило до того, що в медсестер було більше хворих.

## Право відвідування
Однією з найбільших змін, яку зробили лікарні в усьому світі під час пандемії, є право на відвідування хворих. Дослідження показали, що підтримка родини може призвести до швидшого одужання та коротшого перебування в лікарні. Хворі зазвичай відчувають меншу тривогу в лікарні, коли там присутні члени сім'ї. Індія Оуенс зазначила, що «зменшення медичних помилок» відбувається, коли сім'я присутня та може допомогти хворому.
У звичайних умовах робота медсестри полягає в тому, щоб допомагати хворому з відповідними медичними проблемами, або підтримувати сім'ю з важкими медичними новинами. Медсестри зазвичай виконують роль підтримки, але вони також повинні тримати відстань від хворого, не наближаючись до нього емоційно близько. На жаль, COVID-19 спричинив кардинальні зміни у положенні хворих і відвідуванні їх членами родини. Медсестри продовжували бути зв'язком для сім'ї та лікарем для хворого. Понаднормова робота, тягар утримання емоцій та турботи за життя хворих також можуть вплинути на емоційне здоров'я медсестри, що зрештою впливає на те, що лікарня може надати своїм хворих.

## Заходи пом'якшення обмеження прав на відвідування
Оскільки обмеження внаслідок COVID-19 обмежують членів родини в дозволі відвідувати лікарню, працівники охорони здоров'я знайшли способи підтримувати хворих, використовуючи новітні технології. Веб-відеоконференції з використанням FaceTime і Skype разом із системами відеокамер показали переваги в умовах лікарні. Іншою взаємодією, яку втрачають внаслідок нових обмежень, спричинених пандемією, є групи підтримки «рівний-рівному». Групи підтримки використовуються, щоб дозволити людям зрозуміти, що вони не єдині, хто переживає щось, і мати можливість поговорити з кимось із такими ж станами. Щоб знайти способи обійти ці обмеження, було створено онлайн-групи підтримки, які можуть збиратися в будь-який час, і окремі особи також можуть анонімно публікувати повідомлення, якщо вони цього захочуть. Лікарні знаходили способи обійти карантинні обмеження, щоб забезпечити своїм пацієнтам необхідну підтримку.

## Вплив за континентами і країнами

### Азія
Китай швидко побудував нові лікарні з великою кількістю ліжок. Для вивчення позитивного впливу пандемії COVID-19 на лікування хворих, у Китаї було проведено дослідження в медичному журналі. Це дослідження було зосереджено на виявленні впливу пандемії на стосунки між лікарем і хворим, і його висновки були дуже вичерпними. Опитуючи як громадян, так і лікарів, виявилося, що громадяни відчувають, що ставлення до обслуговування та спілкування з медичним персоналом покращилися. Також виявилося, що довіра до лікарів підвищилася на 86,8 %, а більшість громадян, 66,0 %, віддають перевагу лікарням для надання допомоги. Хворі навіть частіше рекомендували медичну допомогу родині та друзям через досвід, який вони пережили в лікарнях. Ця статистика показує, що під час пандемії хворі були надзвичайно задоволені доглядом, який вони отримували, та отримували лікування краще, ніж вони могли подумати.
За словами лікарів у японській столиці Токіо, надзвичайного стану недостатньо для того, щоб зупинити поширення коронавірусу.
Індонезія зіткнулася з тривожною ситуацією під час пандемії у зв'язку з відносно невеликою кількістю медичних працівників, лише 4 лікарі та 21 медсестра на 10 тисяч населення. Деякі лікарні не проводили необхідного тестування пацієнтів на інфекцію. Також не було необхідних засобів індивідуального захисту достатньої якості. Коли в Делі та інших містах Індії спостерігалася нестача лікарняних ліжок, люди змушені були шукати способи лікувати хворих вдома. А вищий попит на концентратори, основні ліки та кисневі балони підвищив ціни, зробивши їх недоступними для людей, і на ринку циркулювали неефективні ліки з низькою ціною. Лабораторії були також переповнені, і для отримання результатів аналізу могло знадобитися кілька днів.
Дельта-варіант коронавірусу досяг свого тривожного рівня в найбільшому місті Пакистану Карачі на мусульманське свято Курбан-Байрам, і навіть деякі приватні лікарні відмовлялися приймати нових хворих. У Росії, де 83 % лікарняних ліжок були призначені для пацієнтів з COVID-19, також не вистачало ліжок для хворих.
Велика кількість лікарень у Японії відчували дефіцит спеціалістів. Ця постійна проблема була ще більше оголилась під час пандемії 2020 року. Лікарів та медсестер, які й раніше скаржилися на додаткові години роботи, тепер катастрофічно не вистачало, оскільки хворі з COVID-19 зайняли всі вільні ліжка. Окрім нестачі лікарів загального профілю в Японії, поширення COVID-19 виявило нестачу інфекціоністів. Хоча Японія й мала більше лікарняних ліжок на душу населення, ніж будь-яка інша країна світу: удвічі більше, ніж у Франції, і майже в 5 разів більше, ніж у США, ліжок все одно не вистачало. Зараження COVID-19 у лікарні означало 14-денний карантин для медичного персоналу, під час якого вони не можуть приймати нових хворих на стаціонар або працювати в екстреній допомозі. А після того, як у квітні в лікарнях з'явилась госпітальна інфекція, деякі лікарні довелося закрити для нових хворих. У Таїланді 8 лікарень були тимчасово закриті після того, як хворі приховали факт зараження коронавірусом, і передачі вірусу персоналу лікарні. Багатьом медпрацівникам довелося піти на самоізоляцію.
На Філіппінах у державній лікарні Сан-Лазаро в Манілі щомісяця виходило в середньому 10 тисяч кілограмів інфекційних медичних відходів, включаючи засоби індивідуального захисту, бинти, пакети для крові та сечі, шприци, пробірки, чашки для мокротиння, та гістопатологічні відходи, що знищуються відповідно до вимог міністерства охорони здоров'я, згідно з рекомендаціями Всесвітньої організації охорони здоров'я. За даними Асоціації приватних лікарень Філіппін, майже 40 % медсестер у приватних лікарнях звільнилися з початку пандемії. Перед цим кілька тижнів медичні працівники протестували проти невиплати допомоги, зокрема спеціальної надбавки за ризик заразитися коронавірусом.

#### Малайзія
Медсестри в Малайзії були незадоволені роботою, що збільшувало ймовірність для них звільнитися та знайти нове місце роботи. У Малайзії були високі різкі показники вигорання у медпрацівників, а коефіцієнт плинності серед медпрацівників зріс більш ніж на 50 % у порівнянні з періодом між 2005 і 2010 роками.

### Північна Америка
У Сполучених Штатах Америки лікарні фінансово покладаються на «хірургічні операції, сканування та інші добре оплачувані послуги пацієнтам із приватним страхуванням». Неекстрена допомога була припинена під час пандемії, що спричинило серйозні фінансові проблеми. Наприклад, чистий прибуток клініки Мейо у 2019 році становив 1 мільярд доларів США, але їй довелося скасувати операції у 2020 році, і тому очікувалася втрата майже 1 мільярда доларів США протягом 2020 року.
Федеральний уряд США прийняв Закон про боротьбу з коронавірусом, яким виділено 30 мільярдів доларів лікарням по всій країні. 261 лікарняна система звільнила або скоротила понад 100 тисяч співробітників до 21 травня 2020 року.
Лікарні та інші медичні установи в Північній Америці виявилися неготовими до пандемії COVID-19. Багато лікарень стикнулися з браком надійних наборів для тестування, апаратів штучної вентиляції легень та засобів індивідуального захисту.Кожен з цих видів обладнання має вирішальне значення для запобігання, діагностики та лікування хвороби. У період з 2019 по 2020 років система охорони здоров'я США не змогла визначити ключові елементи обміну інформацією між міжлікарняними, міждержавними та федеральними партнерами, та оцінити вплив події в режимі реального часу для розподілу навантаження на персонал, хворих і ресурси. У деяких випадках виникали проблеми як з доступністю, так і з розподілом ресурсів. Оскільки COVID-19 поставив надзвичайні вимоги до кисневої системи лікарні для надання допомоги в умовах інтенсивної терапії, лікарні використовували нетрадиційний персонал і уклали контракти для задоволення попиту. Більшість лікарень невідкладної допомоги в Каліфорнії почали відкладати госпіталізацію та нетермінове лікування після початку пандемії COVID-19.
Канадські лікарні віддавали перевагу більш терміновому та життєво необхідному лікуванню. Вони розпочали перенавчання і переведення кадрових ресурсів для підтримки найбільш необхідних сфер. Порівняно з 2019 роком кількість проведених операцій за перші 16 місяців пандемії зменшилася майже на 560 тисяч. Хворих фактично класифікували за екстреними госпіталізаціями. Віртуальна допомога стала важливим інструментом для лікарів первинної ланки та медичних спеціалістів, і може стати однією з постійних змін у результаті пандемії. Порівняно з 2019 роком середня кількість відвідувань за добу під час пандемії зменшилася на 9300. Запроваджено додаткова програма позики на медичне обладнання через департамент охорони здоров'я для допомоги канадцям відновитися вдома після операції чи хвороби. Крім того, зріс попит на інвалідні візки, лікарняні ліжка, ходунки та штативів для ін'єкцій, які допомагають людям відновлюватися вдома.
У Мехіко спостерігався піку спалаху хвороби, офіційні особи повідомили, що місто зіткнулось із різким зростанням кількості випадків хвороби внаслідок недостатньої кількості персоналу та недостатнього забезпечення лікарняної системи. Влада розпочала програму розвантаження лікарняної системи. Було прийнято на роботу понад 40 тисяч осіб. Приватні лікарні погодилися прийняти тисячі хворих для звичайних операцій, щоб розвантажити державну систему, разом із військовими та лікарнями соціального забезпечення. Ліжка також розміщувалися в наметах, конференц-центрах і на іподромах.Лікарі на Кубі використовували соціальні мережі, щоб засудити відсутність ліків, кисню та інших матеріалів, необхідних для боротьби із небаченим спалахом COVID-19.
Коста-Рика мала близько 30 лікарень і клінік і понад 1000 базових груп комплексного догляду на рівні громад. Країна повинна була створити спеціалізований центр для людей, які живуть з COVID-19, всього за кілька тижнів, оснащений усіма витратними матеріалами та обладнанням, необхідним для догляду за хворими. Пацієнтів із позитивним тестом на COVID-19 відправили на домашній карантин на 14 днів. Більшість лікарень на Ямайці перевикористовували кількість ліжок, призначених для лікування хворих на COVID-19, також використовувалися загальні лікарняні ліжка. Підвищений попит на кисень також загрозливо перевищував пропозицію. Міністерство охорони здоров'я країни також призупинило планові операції та організувало виписку хворих, які могли отримувати домедичне обслуговування. Одним із ключових досягнень в заходах Домініканської Республіки було об'єднання приватних, державних і військових лікувальних мереж, що допомогло уникнути перевантаження лікарняних ліжок і відділень інтенсивної терапії на більшій частині країни. На тлі широкого розповсюдження лікарні зіткнулися з серйозними проблемами, щоб отримати необхідні засоби для своїх хворих, і необхідне захисне обладнання для свого персоналу.

### Африка
Лікарі та медсестри, які працювали в державних лікарнях у кількох африканських країнах, оголосили страйк через відсутність засобів індивідуального захисту, які необхідні їм під час обслуговування хворих. Деякі країни, зокрема Гана, Сенегал, Нігерія та Кот-д'Івуар, застрахували своїх медичних працівників і пообіцяли надати їм допомогу.
Пандемія COVID-19 створила величезний тиск на систему охорони здоров'я в усьому світі, що призвело до того, що багато закладів охорони здоров'я по всьому світу скасували або призупинили планові процедури у своїх відділеннях, де проводилась катетеризація серця. Ця затримка лікувальних процедур, безсумнівно, призвела до затримки лікування хворих, особливо тих, хто має виражений стеноз аорти, що може підвищити ризик серцево-судинних ускладнень, таких як серцева недостатність або раптова смерть.
Лікарні в багатьох районах Нігерії працювали з великим перевантаженням, оскільки вони вимушені були обслуговувати зростаючу кількість інфікованих осіб, які потребували інтенсивної терапії, стикаючись із браком апаратів штучної вентиляції легень та засобів індивідуального захисту. В Африці на південь від Сахари були кілька країн, такі як Нігерія та Ефіопія, які мали явну нерівність у наданні медичних послуг, нерівність у доступі до основної медичної допомоги, та нестачу медичних працівників, які пройшли навчання по наданню допомоги при COVID-19.. У результаті нестача медичних працівників, відсутність вказівок щодо того, як надавати послуги, пов'язані з COVID-19, і знеохочення медичних працівників внаслідок нестачі медичного обладнання та матеріалів, створили складні обставини в багатьох закладах охорони здоров'я.
Основні лікарні в Танзанії були переповнені хворими з симптомами коронавірусної хвороби, відділення інтенсивної терапії були переповнені, а поховання стали буденною подією в країні. Не вистачало ліжок, кисню та апаратів штучної вентиляції легень, а реанімаційні відділення були заповнені. Обмежена кількість лікарень по всій Танзанії могла спричинити затримку екстреної медичної допомоги, яка загрожувала життю хворих. 77 % закладів охорони здоров'я в Гані не мали належних захисних масок для обличчя, тоді як половина не мала хірургічних рукавичок. У деяких закладах медичні працівники працювали без відповідних засобів індивідуального захисту або надавали допомогу без належних знань про правила інфекційного контролю, що призвело до передачі COVID-19.
Найбільша лікарня для навчання та направлення в Кенії — національна лікарня «Кеніятта» створила відділення лікування та ізоляції для лікування хворих на COVID-19. Навчання з ведення хворих на COVID-19 пройшли майже 1500 медпрацівників у різних закладах охорони здоров'я. Багато країн, включаючи Кенію, прийняли інші глобальні тренди стратегії, такі як комендантська година, локдауни та посилення соціальної дистанції, які приймаються як ідеальна відповідь на пандемію. Медпрацівників попередили не лікувати хворих, якщо відповідні лікарні не забезпечують їх засобами індивідуального захисту. Уряд забезпечив кенійських медичних працівників достатню кількість масок і засобів індивідуального захисту, але більшість лікарень не змогли забезпечити їх надання в достатній кількості. У 2020 році деякі кенійські медсестри відмовилися лікувати пацієнтів на знак протесту проти нестачі спорядження. Медсестри в окрузі Какамега на заході Кенії втекли, коли до лікарні прийшли пацієнти з симптомами, схожими на коронавірусну хворобу.
Хворих у лікарнях і клініках Зімбабве обслуговували молодші фельдшери, молодші спеціалісти та інший персонал, який ще проходив навчання. Це вплинуло на якість медичної допомоги та неочікувано підвищило рівень захворюваності та смертності. Лікарні були повністю зайняті. Зімбабве в цей час пережила найгіршу економічну кризу за десятиліття з тризначною гіперінфляцією. У закладах охорони здоров'я країни спостерігався дефіцит медикаментів та засобів індивідуального захисту. Крім того, лікарі та медсестри в країні більше двох років страйкують з перервами через недостатню зарплату та погані умови праці.

### Європа

#### Албанія

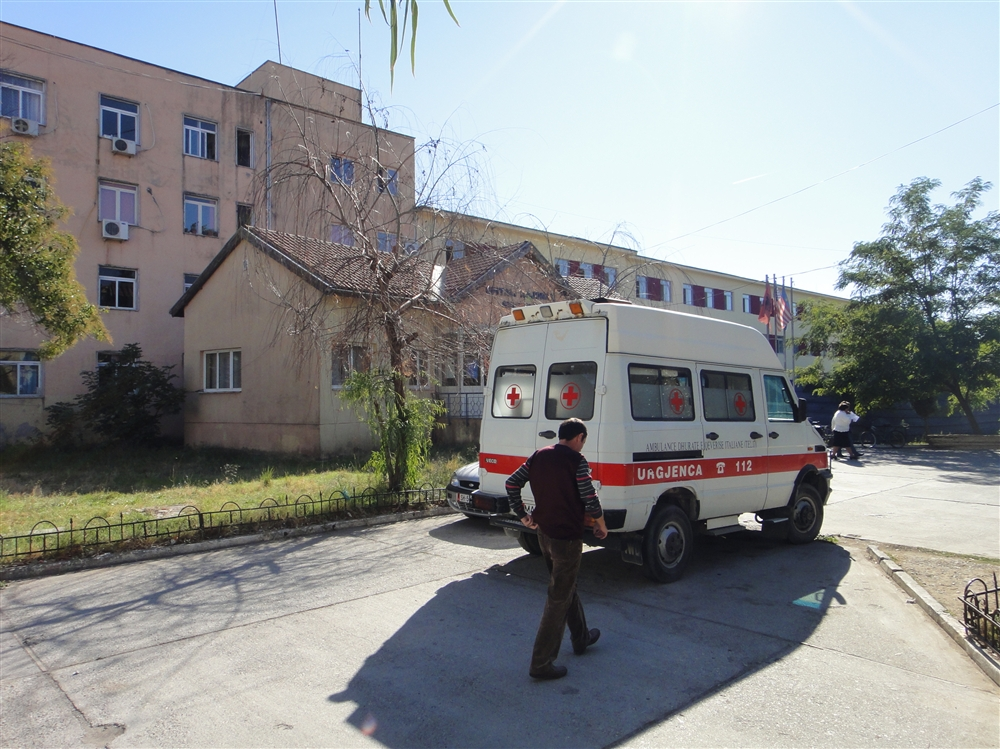
Албанські лікарні шукають покращень за допомогою віртуальної медичної допомоги.

Албанські лікарні та медсестри зіткнулися з новими проблемами, пов'язаними з COVID-19. Відсутність засобів індивідуального захисту, нестача персоналу, страх за особисту безпеку та робота в ізольованих умовах призвели до погіршення психічного здоров'я медсестер. В Албанії внаслідок дефіциту засобів індивідуального захисту в лікарнях медсестри відчували страх і жах під час роботи. Це було підтверджено в дослідженні Камбері: 63,3 % медсестер погодилися з твердженням: «Мене турбує недостатність засобів індивідуального захисту для медичного персоналу».
Тривалий час нестача медсестринського персоналу була великою проблемою, оскільки менше 50 % опитаних повідомили про «достатній» або «дуже достатній» рівень кількості персоналу. Медсестри, які отримали занадто багато хворих на зміну, були перевантажені та не змогли забезпечити належний індивідуальний догляд. Пандемія спричинила підвищений стрес у робочому середовищі та спричинила серйозний вплив на здоров'я медсестер.

## Вплив на жіночий персонал
У всьому світі жінки складають 70 % працівників охорони здоров'я та соціальної сфери. Жінки відіграють непропорційну роль у реагуванні на хворобу, в тому числі як медичні працівники, які безпосередньо займаються боротьбою з поширенням хвороби (а також як опікуни вдома та громадські лідери та мобілізатори). У деяких країнах інфікування COVID-19 серед жінок-медичних працівників було вдвічі більшим, ніж серед чоловіків.

## Додаткові джерела
- Kates, O. S., Stock, P. G., Ison, M. G., Allen, R. D., Burra, P., Jeong, J. C., Kute, V., Muller, E., Nino Murcia, A., Wang, H., & Wall, A. (2021). Ethical review of Covid 19 vaccination requirements for Transplant Center staff and patients. American Journal of Transplantation, 22(2), 371—380. https://doi.org/10.1111/ajt.16878
- Parker, M., Bedford, H., Ussher, M., & Stead, M. (2021, August 05). Should covid vaccination be mandatory for health and care staff? BMJ Global Health, (Head to Head). (англ.)
- Wikler, D. (29 серпня 2021). Perspective. when medical care must be rationed, should vaccination status count? The Washington Post. (англ.)